# Naturkundemuseum Wilster

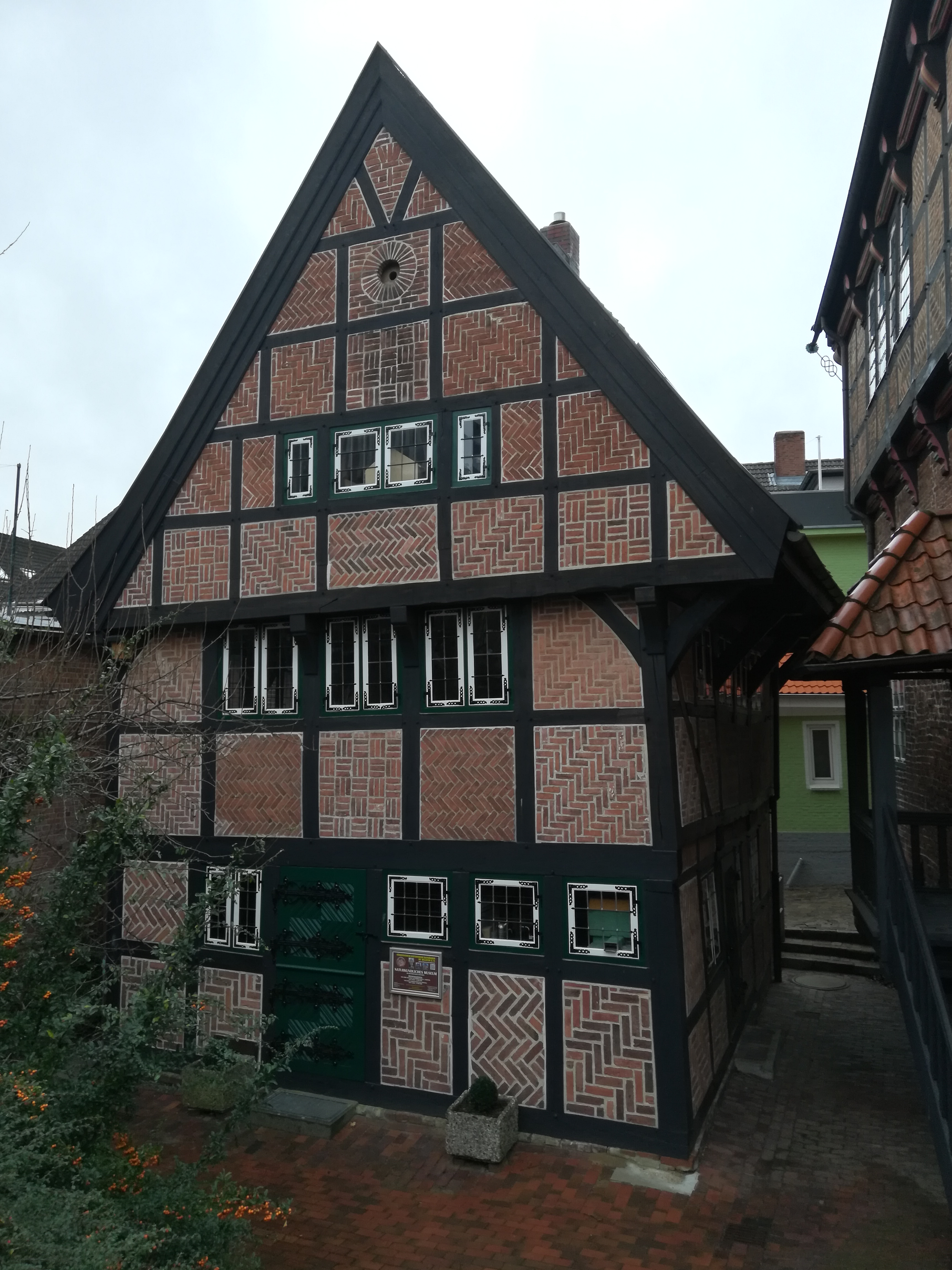
Naturkundemuseum Wilster

Das Naturkundemuseum Wilster ist ein seit 1982 bestehendes Heimatmuseum in Schleswig-Holstein. Es befindet sich im historischen Speicher neben dem Alten Rathaus im Stadtkern von Wilster. 

## Ausstellung
Auf drei Ebenen wird mit nachgestellten Biotopen über die Tier- und Pflanzenwelt der Wilstermarsch informiert. 

## Geschichte
Der Speicher des Alten Rathauses von 1585 diente ursprünglich zur Aufbewahrung von Waren. Nach der Gebäudesanierung im Jahr 1997 fand die Wiedereröffnung des bereits seit 1982 bestehenden Museums statt, 2006 wurde das Dachgeschoss ausgebaut und die Ausstellung erweitert.

## Organisatorisches
Das Museum wird durch den Naturschutzbund und die Jägerschaft des Hegeringes Wilstermarsch betrieben. Es ist in den Monaten März bis September an jeden 1. und 3. Samstag am Vormittag geöffnet. Der Eintritt ist frei. 